# Tellervini
Tellervini es una tribu de lepidópteros de la familia Nymphalidae. Tiene un solo género, Tellervo, con seis especies ampliamente distribuidas por Australia. 

## Géneros
Tribu Tellervini Fruhstorfer, 1910
- Tellervo Kirby, 1894 ( = Hamadryas Boisduval, 1832 (nec Hübner, 1806))
  - Tellervo jurriaansei Joicey & Talbot, 1922
  - Tellervo nedusia (Geyer, 1832) ( = original name Stalachtis nedusia Geyer, 1832; = Hamadryas nedusia (Geyer, 1832))
    - Tellervo nedusia nedusia (Geyer, 1832) ( =  Tellervo zoilus f. incisa Strand, 1911)
    - Tellervo nedusia fallax (Staudinger, 1885) ( = original name Hamadryas assarica form fallax Staudinger, 1885)
    - Tellervo nedusia coalescens Rothschild, 1915 ( =  Tellervo fallax exilis Hulstaert, 1931)
    - Tellervo nedusia biakensis Joicey & Talbot, 1916
    - Tellervo nedusia meforicus Fruhstorfer, 1911 ( =  Tellervo zoilus roonensis Fruhstorfer, 1911)
    - Tellervo nedusia mysoriensis (Staudinger, 1885) ( = original name Hamadryas zoilus form mysoriensis Staudinger, 1885)
    - Tellervo nedusia jobia Ackery, 1987
    - Tellervo nedusia wollastoni Rothschild, 1916 ( =  Tellervo assarica adriaansei Hulstaert, 1923)
    - Tellervo nedusia papuensis Ackery, 1987
    - Tellervo nedusia huona Ackery, 1987
    - Tellervo nedusia wangaarica Ackery, 1987
    - Tellervo nedusia talasea Ackery, 1987
    - Tellervo nedusia aruensis Joicey & Talbot, 1922

  - Tellervo hiero (Godman & Salvin, 1888) ( = original name Hamadryas hiero Godman & Salvin, 1888)
    - Tellervo hiero hiero (Godman & Salvin, 1888) ( =  Hamadryas salomonis Ribbe, 1898)
    - Tellervo hiero evages (Godman & Salvin, 1888)

  - Tellervo parvipuncta Joicey & Talbot, 1922
    - Tellervo parvipuncta parvipuncta Joicey & Talbot, 1922
    - Tellervo parvipuncta separata Ackery, 1987

  - Tellervo zoilus (Fabricius, 1775) ( = original name Papilio zoilus Fabricius, 1775)
    - Tellervo zoilus zoilus (Fabricius, 1775)
    - Tellervo zoilus niveipicta (Butler, 1884) ( =  Tellervo zoilus vereja Fruhstorfer, 1911)
    - Tellervo zoilus nais (Guérin-Méneville, 1830) ( = original name Nymphalis nais Guérin-Méneville, 1830)
    - Tellervo zoilus distincta Rothschild, 1915
    - Tellervo zoilus digulica Hulstaert, 1924 ( =  Tellervo zoilus arctifascia Hulstaert, 1924)
    - Tellervo zoilus zephoris Fruhstorfer, 1911
    - Tellervo zoilus antipatrus Fruhstorfer, 1911 ( =  Tellervo zoilus pantaenus Fruhstorfer, 1916)
    - Tellervo zoilus sarcapus Fruhstorfer, 1911
    - Tellervo zoilus mujua Ackery, 1987
    - Tellervo zoilus misima Ackery, 1987
    - Tellervo zoilus tagula Ackery, 1987
    - Tellervo zoilus duba Ackery, 1987
    - Tellervo zoilus gelo Waterhouse & Lyell, 1914
    - Tellervo zoilus aequicinctus (Salvin & Godman, 1877) ( = original name Hamadryas aequicinctus Salvin & Godman, 1877; = Hamadryas aequicinctus var. variegatus Ribbe, 1898)
    - Tellervo zoilus lavonga Ackery, 1987

  - Tellervo assarica (Stoll, 1781) ( = original name Papilio assarica Stoll, 1781; =  Aeria assarica (Stoll, 1781); =  Heliconia assarica (Stoll, 1781); =  Hamadryas assarica (Stoll, 1781) )
    - Tellervo assarica assarica (Stoll, 1781)
    - Tellervo assarica boeroeensis Jurriaanse & Volbeda, 1922
    - Tellervo assarica seramica Ackery, 1987
    - Tellervo assarica mysolensis Joicey & Talbot, 1922
    - Tellervo assarica gebiensis Ackery, 1987
    - Tellervo assarica macrofallax Strand, 1911 ( =  Tellervo assarica waigeuensis Joicey & Talbot, 1922)
    - Tellervo assarica salawatica Ackery, 1987
    - Tellervo assarica mioswara Ackery, 1987
    - Tellervo assarica jobinus Fruhstorfer, 1911 ( =  Tellervo zoilus mysoriensis form kordonis Strand, 1911)
    - Tellervo assarica limetanus Fruhstorfer, 1911 ( =  Tellervo zoilus sedunia Strand, 1911)
    - Tellervo assarica strandi Ackery, 1987
    - Tellervo assarica talboti Ackery, 1987
    - Tellervo assarica hiempsal Fruhstorfer, 1910
- Fuente:[1]